# Henry Kõrvits
Henry Kõrvits (född 30 december 1974), artistnamn G-Enka, är en estnisk rappare och musikproducent.